# Ion Anton
Ion Anton (n. 3 decembrie 1950, Ghelăuza, raionul Strășeni, Republica Moldova) este un poet, prozator, traducător și publicist, membru al Uniunii Scriitorilor din Moldova și al Uniunii Scriitorilor din România, de asemenea membru al Uniunii Jurnaliștilor din Moldova.

## Biografie
Ion Anton  este un scriitor de la Chișinău, care face parte, conform aprecierilor formulate de academicianul Mihai Cimpoi, din generația "ochiului al treilea",  generație care a reabilitat în literatura basarabeană valoarea esteticului.
Ion Anton s-a născut în familia țăranilor de origine răzeși Gheorghe și Ileana Anton (născută Donică). În 1958 este înscris elev la Școala de opt ani din satul natal, pe care o absolvă în anul 1966. Își continuă studiile la Școala medie nr.1 din or.Strășeni (actualmente Liceul Teoretic „Ion Vatamanu”), dar examenele de absolvire le susține, în 1969, la Școala medie a sanatoriului pentru copii și adolescenți „Dubăsari” din s. Carantin ( azi Dzerjinskoe),  r-nul Dubăsari, unde s-a tratat de o afecțiune  pulmonară. Între anii 1969-1972 a muncit ca strungar la Uzina „Electrotocipribor” (actualmente „Introscop”) din Chișinău. În această perioadă publică versuri în ziarul „Tinerimea Moldovei” și frecventează cenaclul literar „Luceafărul” de pe lângă aceeași publicație periodică (conducătorul cenaclului- poetul Liviu Damian).
A absolvit cu mențiune secția de jurnalistică a Facultății de Litere a Universității de Stat din Moldova (1977). În anii de studii a activat ca secretar al Comitetului de conducere al Cenaclului literar universitar „Mihai Eminescu”, având, în legătură cu această activitate, câteva „altercații ideologice” cu secția nr.1- KGB. Între anii 1977–1987 a activat ca secretar general de redacție și redactor de secție la săptămânalul „Literatura și Arta”.  Aici, împreună cu poetesele Leonida Lari și Nina Josu, susținuți de poetul și redactorul-șef Victor Teleucă, organizează cenaclul literar-artistic „Dialog”, ulterior devenit cenaclu alUniunii Scriitorilor din Moldova, fiind condus de poetul Nicolae Dabija. Începând cu 1987 și până în 1994, este secretar general de redacție și redactor-șef adjunct la revista săptămânală pentru copii și adolescenți „Florile Dalbe”. În 1994 este numit redactor-șef al aceleiași reviste. 

Ion Anton, student în anul IV la USM, secretar al Cenaclului literar Mihai Eminescu

## Carieră literară
Debutează literar în reviste și culegerile colective de versuri „Dintre sute de catarge”. Debutul editorial este marcat de Vamă pentru speranță, în 1983, urmat de Viitorul ca moștenire (1992), ce se remarcă printr-o zicere poetică individuală. Iată câteva păreri sumare despre creația sa:
„ Versul său este exprimat în diverse ritmuri: e colorat, muzical, e bărbătesc și duios, înțelept și naiv, zburdalnic și plin de larghețe cum este sufletul.”—Gheorghe Vodă,în ANTON, Ion, „Vamă pentru speranță” Ch., 1983, p.3-4
 „...Ion Anton rămâne un tradiționalist ce meditează, în forma pastelului și rondelului modernizat, asupra vremelniciei și eternității materializate în „clipe de-o viață” și „veșnicul tablou al contradicțiilor” |Mihai Cimpoi, „O istorie deschisă a literaturii române din Basarabia:compendiu, Ch., 2002, p. 355-356}};„Cuibul soarelui” este o carte jucăușă, cartea privirii jucăușe aruncate de copilărie asupra lumii. Fluturii sunt flori care zboară, câmpia este cerul verde înstelat de toporași, copacii înfloresc cu albine. Copilul însuși aparține acestui joc, când cu deplină candoare, când cu plăcerea de-acum conștientă de a-i respecta regula...|Doina Cernica,Suceava, în ziarul „Crai nou”,nr.3673 din 29.05.2004, p. 4}}; În „Mâine va fi Ieri” însuși sentimentul de iubire este un fel de erou principal, care, într-o manieră existențialistă, are menirea să-i poarte pe El și Ea prin crunta realitate a vieții cotidiene, banală și prozaică, dar și romantică pentru cel care vrea și are darul să viseze existând.|Alina Nour, Paris, în recenzia „Spectacolul sugestiei sau Târziul la timp”, „Literatura și arta”,nr. 49 din 04.12.2003, p. 5}}
În 2000 a primit medalia „Meritul civic”.
În 2010 i s-a înmânat înalta distincție „Ordinul de Onoare”.
În 2010 a primit Diploma de gradul întâi a Guvernului Republicii Moldova.
Revista „4AM For All Markets”("Ora 4 de dimineață") din Madrid, Spania, editată în engleză și difuzată în 154 de țări ale lumii, publică în nr. 4 (aprilie 2008), coperta 1, fotografia scriitorului, cu Trofeul care simbolizează Premiul Internațional „Steaua Calității”, categoria Aur, inserând și alte cinci imagini fotografice în cuprinsul revistei.

## Opera
- Vamă pentru speranță (Ed. „Literatura artistică”, Chișinău, 1983)
- Dincolo de formule (Ed. „Cartea Moldovenească”, Chișinău, 1984)
- Bună dimineața,ziuă! (Ed. „Literatura artistică”, Chișinău, 1985)
- Viitorul ca moștenire (Ed. „Hyperion”, Chișinău, 1992) ISBN 5-368-00984-4
- Garderoba veselă (Ed. „Literatura artistică”, Chișinău, 1988,ed.PRINCEPS 2007) ISBN 978-9975-9533-8-2
- Rondelurile călătorului (Ed. Uniunii Scriitorilor, Chișinău, 1997) ISBN 9575-68-008-9
- Alfabetul pe portativ (Ed. „Litera”, Chișinău, 1998, coautor)ISBN 9975-74-199-1
- Semaforul (alcătuitor și coautor, ed. „Serebia”, Chișinău, 2000)ISBN 9975-9596-0-1
- Zodia Zimbrului (Ed. „Literatura artistică”, Chișinău, 1991;ISBN 5-368-01095-8; ed. „Augusta”, Timișoara, 2004) ISBN 973-695-100-6
- Mâine va fi ieri (Ed. „Augusta”, Timișoara, 2002) ISBN 973-8350-08-5
- Cuibul soarelui (Ed. „Augusta”, Timișoara, 2003) ISBN 973-695-038-7
- Necuprinsul punctului (Ed. „Pontos”, Chișinău, 2005)ISBN 9975-72-189-3
- Vesel îndrumar pentru vestiar(Ed.„Silvius Libris”, Chișinău,2010)ISBN 978-9975-103-52-7
- Cădere sentimentală pe gânduri(Ed.„Lumina”, Chișinău,2010)ISBN 978-9975-65-153-0
- ,,DE CE? Enciclopedie pentru fete și băieți curioși(Ed.„Silvius Libris”, Chișinău,2011) ISBN 978-9975-107-27-3
- ,,FOKA.Roman-cronică,,(Ed.„Silvius Libris”, Chișinău,2012) ISBN 978-9975-107-76-1
- "VIAȚA CA AMINTIRE" Roman(Ed. IULIAN, Chișinău,2013) ISBN 978-9975-4392-8-2
- ”VIAȚA CA AMINTIRE” Roman, ediția a II-a, revăzută și adăugită (Ed. eLiteratura, București,2014) ISBN 978-606-700-306-2
- „ANOTIMPURILE CLIPEI”, Opera Omnia, Poezie contemporană (Ed. TipoMoldova, Iași,2015)

ISBN 978-606-676-677-7
- „SINGURI ÎN DOI”,dilogie, Opera Omnia, Romanul de azi (Ed. TipoMoldova, Iași, 2015)

ISBN 978-606-676-717-9
- „SORA MEA, FIICA BUNICULUI”, Opera Omnia, Proză scurtă contemporană (Ed. TopoMoldova, Iași, 2015)ISBN 978-606-676-762-0
- ALINA, roman (Ed.Lumina, Chișinău 2015) ISBN 978-9975-65-386-6
- JUCĂRIA DIN CUVINTE, Opera Omnia, Poezie pentru copii (Ed. TipoMoldova, Iași, 2015), ISBN 978-606-676-782-8
- CERCEI DE CIREȘE, Poezii pentru copii (Ed. „Silvius Libris”, Chișinău, 2017), ISBN 978-9975-126-15-1
- JOCUL DE-A CUVINTELE, Cu ochiul ne fac din rime/Omografe, omonime..., Poezii pentru copii (Ed.„Silvius Libris”, Chișinău, 2017), ISBN 978-9975-126-14-4
- IEȘIREA DIN UITARE, roman (Ed. Lumina, Chișinău, 2019), ISBN 978-9975-65-426-5
- MARELE NANU sau STEJARUL genealogic DICESCU, roman-cronică (Ed.EIKON,București,2020), ISBN 978-606-49-0311-2
- DEZGOLIREA SUFLETULUI DE TRUP,poeme de dragoste (Ed.PIM,Iași,2020), ISBN 978-606-13-5650-8
- MARELE NANU sau STEJARUL genealogic DICESCU, roman-cronică (Ed.Lumina, Chișinău, 2022), ISBN 978-9975-65-490-6

Ion Anton a întreținut pagini și rubrici permanente în „Literatura și Arta” și „Florile Dalbe” (Orizont ecologic, Patrimoniu, Căderea pe gânduri, De ce? ș.a.) La rubrica De ce? din pagina de titlu a revistei „Florile Dalbe” semnează remarcabile „altfel de editoriale”, care dau răspunsuri la întrebările expediate de cititori, abordând teme de etică, morală, estetică ș.a.
Promovează instruirea filozofică a copiilor și adolescenților în pagina tematică lunară Căderea pe gânduri din „F.D.” și colorează „petele albe” din istoria românilor în pagina lunară „Patrimoniu”. Primește numeroase premii ale Uniunii Jurnaliștilor din Moldova pentru cea mai bună oglindire a tematicii ocrotirii monumentelor de istorie și cultură. În 2002 i-a fost decernat Premiul Ligii Jurnaliștilor Profesioniști "Pentru înalt profesionalism jurnalistic și merit personal deosebit în activitatea presei". Premiul Bibliotecii Județene „Gh. Asachi” din Iași „Pentru cea mai originală carte de poezie de dragoste” acordat pentru volumul „Mâine va fi Ieri”, ed. „Augusta”, Timișoare, 2002, în cadrul Salonului Internațional de Carte Românească de la Iași (2002);Premiul pentru poezie al săptămânalului „Literatura și Arta”,2010.Premiul BPM „B.P.Hasdeu”, acordat în cadrul Salonului Internațional de Carte pentru Copii și Tineret pentru cartea „Vesel îndrumar pentru vestiar”,2011.Premiul Salonului Internațional de Carte pentru Copii și Tineret „Cartea cognitivă”, acordat pentru volumul „DE CE? Enciclopedie pentru fete și băieți curioși”,2012. Premiul Asociației Oamenilor de Creație pentru romanul-cronică „FOKA” și Premiul Ministerului Educației al R.Moldova pentru Enciclopedia „DE CE?”, acordate în cadrul Salonului Internațional de Carte organizat de Ministerul Culturii și BNM 31 august-4 septembrie 2012. Premiul Ministerului Tineretului și Sportului al R.Moldova pentru romanul „Viața ca amintire” la Salonul Internațional de Carte pentru Copii și Tineret,Chișinău, 3-6 aprilie 2014. Premiul pentru poezie „Grigore Vieru”, acordat de Institutul Cultural Român „M.Eminescu” în cadrul Salonului Internațional de Carte pentru Copii și Tineret, ediția a XX-a, Chișinău, 14-17 aprilie 2016;Premiul „Nizami” al Congresului azerilor din Moldova (2017); Premiul BNC „Ion Creangă” pentru cărțile de poezie pentru copii „Cercei de cireșe” și „Jocul de-a cuvintele”, acordat în cadrul Salonului Internațional de Carte pentru Copii și Tineret, mai 2017, Premiul Național „Tudor Arghezi”, acordat în cadrul Festivalului Internațional de Literatură „Tudor Arghezi”, ediția a XXXIX-a, Târgu Jiu, România (2019),Premiul special al juriului acordat în cadrul Festivalului Național de Proză „Liviu Rebreanu”, ediția a XXXVII-a, Bistrița, pentru romanul „Ieșirea din uitare” (2019),
Premiul Bibliotecii Naționale a R.Moldova "Topul celor mai citite cărți" pentru romanul "Ieșirea din uitare" (2020).
Revistei săptămânale pentru copii și adolescenți „Florile Dalbe”, sub conducerea scriitorului Ion Anton, i-a fost decernat, în 2008, la Paris, Premiul Internațional pentru calitate și excelență „Steaua Calității”, categoria Aur, instituit de Asociația Internațională B.I.D. Business Initiative Directions, cu sediile la Madrid și Paris. În 2010 revistei „Florile Dalbe” i s-a decernat Premiul Organizației Națiunilor Unite  „Pentru promovarea și ocrotirea Drepturilor Copilului”.